# Euphorbia hispida
Espèce
Euphorbia hispida est une espèce de plante à fleurs de la famille des Euphorbiaceae. Son aire de répartition s'étend du Koweït au sous-continent indien. C'est une plante annuelle qui pousse principalement dans le biome subtropical.

## Description
Euphorbia hispida est une plante herbacée, annuelle, mesurant jusqu'à 15 cm. Ses tiges sont décombantes ou prostrées, légèrement hispides. Les feuilles sont opposées ; les stipules divisées en 2 ou 3 lobes linéaires ; le pétiole est presque absent ; le limbe est elliptique, les deux surfaces doucement pilosées, la base obliquement arrondie, la marge fortement serrulée, l'apex obtus. Les cyathes sont uniques ou sur de courtes pousses feuillées ; l'involucre turbiné, glabre ; il y a 4 glandes, violacées, ovales transversalement, les appendices sont blancs ou roses, obtusément à 2 ou 3 lobes, aussi larges que les glandes. Les bras du style sont brièvement à deux lobes. Les lobes de la capsule sont fortement carénés avec peu de pilosité.

## Répartition et habitat
Euphorbia hispida est originaire d'Afghanistan, du Bangladesh, de l'Inde, de l'Iran, du Koweït, du Pakistan et de l'Himalaya occidental.

## Systématique
Le nom correct complet (avec auteur) de ce taxon est Euphorbia hispida Boiss..
Euphorbia hispida a pour synonymes :
- Chamaesyce emodi (Hook.f.) Soják
- Chamaesyce hispida (Boiss.) V.S.Raju & P.N.Rao
- Euphorbia calliadena Engelm.
- Euphorbia calliadena Engelm. ex Boiss.
- Euphorbia emodi Hook.f.